# Bachelor of Laws
Bachelor of Laws, in der Schweiz Bachelor of Law, (abgekürzt LL. B. / BLaw) ist ein akademischer Grad, der durch ein Studium der Rechtswissenschaft erworben werden kann.

## Bezeichnunglaws/law
Die Abkürzung LL. B. steht für lateinisch Legum Baccalaureus (Bakkalaureus der Rechte), wobei LL. die Abkürzung für den Plural, hier im Genitiv, von lex (Recht) ist.
Der ehemals originär englische akademische Grad im angelsächsischen Rechtskreis Bachelor of Laws bezeichnete den Abschluss eines Studiums des römischen Rechts und des englischen Rechts (common law und equity). Bei der Übertragung nach Deutschland wurde die Bezeichnung laws übernommen, in der Schweiz wurde die Gradbezeichnung law gewählt.

## Deutschland
Der LL.B. kann in Deutschland an einigen Hochschulen erworben werden, eröffnet jedoch nicht den Weg zum Rechtsreferendariat und zur zweiten juristischen Staatsprüfung, mit der allein die Befähigung zum Richteramt (als Zugangsvoraussetzung für die sog. reglementierten juristischen Berufsfelder) erworben werden kann.
Keine Bedeutung hat dieser wie alle akademischen Grade für die Möglichkeit, in Verfahren ohne Anwaltszwang vor den Amtsgerichten (§ 79 Abs. 2 Satz 2 und 3 ZPO), Verwaltungsgerichten (§ 67 Abs. 2 Satz 2 und 3 VwGO), Arbeitsgerichten (§ 11 Abs. 2 Satz 2 und 3 ArbGG), Sozialgerichten (§ 73 Abs. 2 Satz 2 und 3 SGG) und vor den Finanzgerichten (§ 62 Abs. 2 und 3 FGO) aufzutreten. Durch die genannten Vorschriften erhalten unter anderen Behörden und juristische Personen des öffentlichen Rechts sowie Unternehmen die Berechtigung, sich von ihren entsprechend bevollmächtigten Beschäftigten gerichtlich vertreten zu lassen. Das Gleiche gilt für Gewerkschaften und Sozialverbände, die als Prozessbevollmächtigte ihrer Mitglieder ihre hauptamtlichen Mitarbeiter mit der Prozessvertretung beauftragen.

### Bologna-Prozess
Anlass für die Einführung des LL.B.-Abschlusses in Deutschland ist die 1999 in Bologna getroffene Vereinbarung der EU-Staaten über die Vereinheitlichung der Hochschulabschlüsse. Ein Element dieser Vereinbarung war die Schaffung konsekutiver Studiengänge, also die Einführung der Abschlüsse Bachelor und Master für alle Studiengänge. In Deutschland führte dies aber im Bereich der Rechtswissenschaften zu Konflikten, weil die juristische Ausbildung traditionell gesetzlich reglementiert ist und ein anderes, aber ebenfalls zweistufiges Ausbildungssystem, der sog. Volljurist, existiert. Logische Folge der Bologna-Erklärung wäre es zwar gewesen, dass auch in Deutschland die Abschlüsse LL.B. und LL.M. eingeführt werden, aber bisher weigern sich Staat und Standesvertreter und wollen das bewährte System des Einheitsjuristen erhalten. So sind inzwischen nur Diskussionen über eine Reform der Juristenausbildung geführt und kleinere Änderungen vorgenommen worden. Der Bologna-Prozess findet daher im Bereich juristischer Ausbildung nur sehr begrenzt statt.

### Entwicklung
Der von den Fachhochschulen noch vor Umsetzung der Bologna-Reformen eingeführte Diplom-Studiengang zum Wirtschaftsjuristen wurde zum Vorbild der meisten später konzipierten LL.B.-Studiengänge in Deutschland.
Die Ernst-Moritz-Arndt-Universität Greifswald hatte zum Wintersemester 2000/2001 als erste Universität in Deutschland einen modularisierten juristischen Studiengang mit dem Abschluss Bachelor of Laws eingeführt, welcher parallel zum oder separat vom fortdauernd angebotenen juristischen Staatsexamen erworben werden konnte. Der Studiengang Bachelor of Laws wurde im Jahr 2002 von der ZEvA in Hannover akkreditiert. Die Akkreditierung war zeitlich auf fünf Jahre befristet und ist laut Akkreditierungsrat am 30. September 2007 ausgelaufen. Eine Reakkreditierung wurde von der Universität Greifswald nicht mehr beantragt. Der Bachelor of Laws an der Universität Greifswald wurde im Sommersemester 2010 geschlossen und durch einen B.A. Studiengang Wirtschaft/Personal ersetzt.
Hingegen bietet die Fernuniversität Hagen, die als zweite staatliche Universität einen juristischen Studiengang entsprechend den Vorgaben des Bologna-Prozesses schuf, diesen auch weiterhin an. Wie bei der Mehrzahl der in Deutschland angebotenen sechs- bis achtsemestrig ausgestalteten LL.B.-Studiengänge werden dort rechtswissenschaftliche und wirtschaftswissenschaftliche Inhalte gelehrt. Zur Vervollständigung des rechtswissenschaftlichen Studiums dient der von der Hochschule angebotene konsekutive LL.M.-Studiengang, in dem die öffentlich-rechtlichen und strafrechtlichen Inhalte neben Rechtsgeschichte und Rechtsphilosophie weiter vertieft werden.
An der Universität Hamburg bestand die Möglichkeit, den akademischen Grad Baccalaureus Juris zu erwerben. Um diese Variante des LL.B. zu erhalten, war erforderlich, dass man mindestens sechs Semester im Rahmen eines regulären Studiums auf das Erste Juristische Staatsexamen hin studiert, einige Zusatzkurse absolviert, eine Baccalaureus-Arbeit geschrieben und die entsprechenden Leistungspunkte erzielt hat. Nach Erwerb dieses Grades bestand darüber hinaus die Möglichkeit, nach einem weiteren Jahr den Grad des Magister Juris zu erwerben. Unterdessen wurde das Rechtsstudium an der Universität Hamburg reformiert. Der Baccalaureus Juris wird nicht mehr angeboten. Ihn ersetzt ein Studiengang zum Bachelor of Laws (LL.B.).
An einigen Hochschulen, wie der Bucerius Law School in Hamburg, der Universität Mannheim mit dem Studiengang Unternehmensjurist LL.B. und der EBS Universität für Wirtschaft und Recht in Wiesbaden, ist der LL.B.-Grad jedoch ein Abschluss, der während des Studiums auf dem Weg zu den Staatsexamina (die den Zugang zu den klassischen Berufen erlauben) verliehen wird, sodass der Weg hier zum klassischen Volljuristen auch über einen LL.B. führen kann.

### Bewertung
Es kann festgestellt werden, dass grob drei Ansätze für den Aufbau des LL.B.-Studiums in Deutschland verfolgt werden:
Manche Universitäten integrieren die Vergabe des LL.B. in ihr herkömmliches Jurastudium, wobei sich die Frage stellen könnte, ob damit den Bologna-Vorgaben wirklich entsprochen wird, dieser LL.B. also tatsächlich eine Etappe darstellt, ab der eine berufliche Tätigkeit aufgenommen werden kann.
Die Mehrzahl der zumeist von Fachhochschulen angebotenen LL.B.- und darauf aufbauenden LL.M.-Studiengänge sind gewissermaßen als „Schnittstellenstudium“ konzipiert, in dem neben einem mehrheitlich rechtswissenschaftlichen Anteil auch andere, meist betriebswirtschaftliche Inhalte vermittelt werden. Der Schwerpunkt des rechtswissenschaftlichen Anteils liegt dabei in der Regel auf wirtschafts- oder verwaltungsrechtlichen Inhalten, womit den Bolognavorgaben entsprochen wird, mit dem ersten akademischen Grad bereits auf konkrete Tätigkeitsfelder vorzubereiten. So sind angehende LL.B., der gesetzlichen Einschränkungen für außergerichtliche und gerichtliche Rechtsberatung eingedenk, etwa in der Steuerberatung, der Wirtschaftsprüfung oder der Insolvenzverwaltung bzw. bei entsprechender Spezialisierung auch in der öffentlichen Verwaltung bereits mit nutzbarem Vorwissen einsetzbar.
Jene Hochschulen, die ihre originären LL.B.-Studiengänge generalistisch ausgestalten, gehen einen anderen Weg, indem sie alle drei Rechtsgebiete ohne Spezialisierung vermitteln. Sie sind damit näher an der Struktur des klassischen Jurastudiums, wenn freilich die didaktische Vermittlung eine andere ist. Entsprechend den Bologna-Vorgaben werden die modularisiert angebotenen Inhalte nicht in der gleichen Tiefe, aber mit mehr Augenmerk auf den Erwerb von Strukturwissen gelehrt. Die stärkere extrinsische Motivation durch die höhere Anzahl verbindlicher, studienbegleitender Prüfungen, die in die Abschlussnote einfließen, zwingt Studierende zur effizienten Auseinandersetzung mit dem Lehrstoff, was eine Versenkung in die Tiefen der zahlreichen Lehrmeinungen zu Detailproblemen im Bachelorstudium verbietet. Gleichsam verbietet es aber auch eine Noteninflation nach unten, wie im traditionellen Jurastudium allgemein üblich, sodass Modulabschlussprüfungen lediglich den im jeweiligen Semester gelehrten Stoff beinhalten und die Bewertung das gesamte Notenspektrum abbildet. Vorwürfen mangelnder Wissenschaftlichkeit und Vermittlung kritischen Denkens wird durch eine Stärkung der juristischen Grundlagenfächer begegnet. Diese bolognakonforme Juristenausbildung soll folglich – den klassischen Einheitsjuristen entsprechend – Absolventen hervorbringen, die sich in jedes Rechtsgebiet eigenständig, mit rechtswissenschaftlicher Methodik einarbeiten können. Dass diese daher, entgegen ihren spezialisierten Kollegen, "von Haus aus" kein Alleinstellungsmerkmal gegenüber ihren zu unbeschränkter Rechtsberatung befugten Kollegen mit Befähigung zum Richteramt mitbringen, liegt auf der Hand. Ihr Studium erscheint mithin vor allem als "Blaupause" für eine tatsächliche Umwandlung der herkömmlichen Juristenausbildung. Interessanterweise wird in der Selbstdarstellung eines internationalen rechtswissenschaftlichen Studiengangs der HU Berlin, welcher auch zum Staatsexamen führt, eingestanden, das Studium des deutschen Rechts sei in sechs Semestern vermittelbar, was den Bachelor-Anforderungen entspreche.
Solange jedoch der traditionelle Weg zum „Volljuristen“ von maßgeblicher Seite bekräftigt wird bleibt es an diesen Absolventen, ihre Nischen mit den spezialisierten LL.B. zu teilen, sich durch ein konsekutives Masterstudium für die Bereiche der Privatwirtschaft, der öffentlichen Verwaltung und/oder für die akademische Laufbahn weiter zu qualifizieren.

### Studienmöglichkeiten

#### Universitäten
- Universität Trier[15]
- EBS Universität für Wirtschaft und Recht Wiesbaden
- Europa-Universität Viadrina Frankfurt (Oder) (LL.B. German and Polish Law, LL.B. „Recht und Wirtschaft“, LL.B. "Recht und Politik" sowie LL.B. im deutschen Recht)
- Fernuniversität Hagen
- Gottfried Wilhelm Leibniz Universität Hannover (LL.B. IT-Recht und Recht des geistigen Eigentums)
- Humboldt-Universität zu Berlin[16]
- Johannes Gutenberg-Universität Mainz (LL.B. Deutsches und Französisches Recht)
- Leuphana Universität Lüneburg
- Rheinische Friedrich-Wilhelms-Universität Bonn (Law and Economics, LL.B.)
- Technische Universität Dresden (LL.B. Law in Context)[17] (2017 eingestellt)[18]

- Universität Bayreuth (LL.B. Recht und Wirtschaft, LL.B. Deutsch-Französischer Bachelor-Studiengang Rechtswissenschaft, LL.B. Deutsch-Spanischer Bachelorstudiengang Rechtswissenschaft)[19][20][21]
- Universität Bremen zusammen mit Carl-von-Ossietzky-Universität Oldenburg – Comparative and European Law – Hanse Law School (Fach-Bachelor)[22][23]
- Universität Kassel
- Universität Mannheim[24]
- Universität Osnabrück[25]
- Universität Passau (LL.B. Legal Tech)
- Universität Potsdam
- Universität Rostock (Der Staatsexamensstudiengang wurde eingestellt und nach Greifswald verlegt.)
- Universität Siegen (LL.B. Deutsches und Europäisches Wirtschaftsrecht)[26]

#### Monofakultäre Hochschulen mit Promotions- und Habilitationsrecht
- Bucerius Law School

#### Fachhochschulen
- Business and Information Technology School (BiTS)
- Hochschule Pforzheim
- HTWG Konstanz
- Fachhochschule Köln
- Hochschule Aschaffenburg
- Fachhochschule Anhalt, Abteilung Bernburg (auch LL.M.-Studium)
- Westfälische Hochschule, Abteilung Recklinghausen[27] (auch LL.M.-Studium)
- Europäische Fernhochschule Hamburg
- HFH Hamburger Fern-Hochschule (auch LL.M.-Studium)
- Technische Fachhochschule Wildau
- Ostfalia Hochschule für angewandte Wissenschaften (auch LL.M.-Studium)
- Hochschule Bielefeld
- Hochschule Darmstadt (auch LL.M.-Studium)
- Fachhochschule Frankfurt am Main (auch LL.M.-Studium)
- Fachhochschule Mainz
- Hochschule RheinMain (vormals FH Wiesbaden)[28] (auch LL.M.-Studium)
- FOM Hochschule für Oekonomie & Management (auch LL.M.-Studium)
- Hochschule für Polizei und öffentliche Verwaltung Nordrhein-Westfalen
- Hochschule Meißen (FH) und Fortbildungszentrum
- Fachhochschule Osnabrück[29]
- Hochschule Schmalkalden[30]
- SRH Hochschule Heidelberg (auch LL.M.-Studium)
- Hochschule Fresenius an den Standorten Köln, Hamburg & München[31]
- Hochschule für öffentliche Verwaltung und Finanzen Ludwigsburg
- Hochschule Niederrhein
- Hochschule Hof (auch LL.M.-Studium)
- Hochschule für Technik und Wirtschaft Berlin (auch LL.M.-Studium)[32]
- Hochschule für Wirtschaft und Recht Berlin (auch LL.M.-Studium)
- Hochschule Wismar[33]
- Hochschule Fulda – University of Applied Sciences[34]
- Hochschule für Wirtschaft und Umwelt Nürtingen-Geislingen
- Technische Akademie Wuppertal
- Technische Hochschule Wildau
- Fachhochschule Schmalkalden
- DIPLOMA – Fachhochschule Nordhessen[35]
- Rheinische Hochschule Köln[36]
- Fachhochschule Westküste[37]
- Umwelt-Campus Birkenfeld
- Hessische Hochschule für Polizei und Verwaltung
- Hochschule des Bundes für öffentliche Verwaltung, Fachbereich Sozialversicherung[38]
- Hochschule des Bundes für öffentliche Verwaltung, Fachbereich Finanzen[39]
- IU Internationale Hochschule[40]
- Fachhochschule Südwestfalen (in Teilzeit/Verbundstudium, auch LL.M.)[41]
- Fachhochschule für öffentliche Verwaltung, Polizei und Rechtspflege des Landes Mecklenburg-Vorpommern in Güstrow[42]
- Technische Hochschule Köln
- FH Aachen[43]

## Österreich
An Universitäten in Österreich wurde der LL.B. Abschluss für das rechtswissenschaftliche Studium erst teilweise eingeführt, zunächst nur für das Studium des Wirtschaftsrechts. Die Wirtschaftsuniversität Wien bietet ein Bachelorstudium Wirtschaftsrecht seit 2009 an, die Universität Linz und die Universität Innsbruck seit 2015 (das Wirtschaftsrechtsstudium war dort zuvor ein Diplomstudium). An der Universität Salzburg gibt es seit 2016 ein Bachelorstudium Recht und Wirtschaft.
2020 wurde in Linz ein Bachelorstudium Rechtswissenschaften gestartet, als erstes allgemeines rechtswissenschaftliches Studium in der Bologna-Struktur. Ein Jahr später startete an der Universität Wien ein Bachelorstudium Internationale Rechtswissenschaften.
Da keines der juristischen Bachelorstudien in Österreich die Mindestanforderungen für die klassischen juristischen Berufe wie Anwalt, Notar, Richter oder Staatsanwalt erfüllt, müssen Absolventen, die solche Berufe ergreifen möchten, zusätzlich ein Masterstudium des Wirtschaftsrechts oder der Rechtswissenschaften abschließen, bevor sie die für diese Berufe in Österreich nötigen spezifischen Ausbildungen starten können. Ein postgradualer LL.M. aus dem In- oder Ausland, der nicht mindestens 120 ECTS-Punkte umfasst und die in den Bachelorstudien fehlenden (österreichischen) Rechtsfächer abdeckt, reicht dazu nicht aus.

## Schweiz
Die Stiftung Universitäre Fernstudien Schweiz bietet einen Bachelor-Studiengang der Rechtswissenschaften sowie die Zürcher Hochschule für Angewandte Wissenschaften (ZHAW) in Wirtschaftsrecht an. Ebenso haben die Universitäten von Freiburg, Basel, Bern, Luzern und Zürich einen sechs Semester dauernden, in Modulen strukturierten Bachelorstudiengang der Rechtswissenschaften eingeführt, allerdings wird dieser Abschluss nicht mit LL.B., sondern mit BLaw abgekürzt. Inhaltlich umfasst das Studium nach dem Hagener Modell die drei grundlegenden Rechtsgebiete Zivil-, Straf- und öffentliches Recht.
Als einzige Fachhochschule der Schweiz bietet die Kalaidos Fachhochschule ein Studium der Rechtswissenschaften an, das berufs- und familienbegleitend absolviert werden kann. Das Studium führt zum Bachelor of Law (BLaw) und Master of Law (MLaw).